# معركة تاشكيساري
معركة تاشكيساري (بالجورجية: ტაშისკარის ბრძოლა)‏ هي معركة بين قوات الدولة العثمانية وحلفائها من تتار خانات القرم من جانب ومملكة كارتلي (جورجيا الآن) من جانب آخر وذلك في يوم 16 يونيو 1609 وانتهت المعركة بانتصار مملكة كارتلي.

## المعركة
في يونيو 1609 غزا جيش كبير من العثمانين مملكة كارتلي وتقدم واستولى على العديد من القري والبلدات حاول الجيش العثماني وحلفائه من القرم عزل مدينه شيدا كارتلي حيث تواجد لرصاب الثاني ملك الكارتلي في الفترة من 1606 إلى 1615 لكن الجورجين (مملكة كارتلي) تمكنوا من خداع العثمانيون واستدراجهم إلى قرية تاشكيساري ليجدوا ان الجسور مغطاه بالثلوج بعد ذلك هاجمت القوات الجورجيه العثمانين بشكل مفاجئ أدت المعركة لدمار كامل الجيش العثماني تقريبا الا القليل من الجنود الذين تمكنوا من الانسحاب.